# Pella (Jordanië)
Pella (Arabisch: طبقة فحل Tabaqat Fahl) is een dorp en een archeologische vindplaats in het noordwesten van Jordanië gelegen in de Jordaanvallei ten noorden van Amman.

## Geschiedenis
Uit archeologische vondsten is gebleken dat de plaats bewoond was vanaf het neolithicum.
Vondsten uit de brons- en de ijzertijd duiden op een welvarende stad die handel dreef met Egypte, Syria en Cyprus.
In de 3de eeuw vóór onze tijdrekening werd Pella gehelleniseerd onder de Ptolemaeën. Het werd veroverd door de Seleuciden onder leiding van Antiochus III de Grote in 218 v.Chr.. en meer dan een eeuw later –in 83 v.Chr.- door de Hasmonese vorst Alexander Janneüs.
In 63 v.Chr. werd het ingenomen door de legers van de Romeinse generaal Pompeius. Tijdens de Romeinse periode maakte Pella deel uit van de Decapolissteden.
Volgens Eusebius van Caesarea was Pella tijdens de Joodse opstand in 66 na Chr. het toevluchtsoord voor christenen uit Jeruzalem. Een van de eerste christelijke kerken werd er gebouwd. Omstreeks 130 zijn deze christenen teruggekeerd naar Jeruzalem en hebben ze mede de stad opnieuw opgebouwd.
Tijdens de Byzantijnse periode, in de vijfde en zesde eeuw, kende Pella een grote bloei dankzij de internationale handel onder meer met Noord-Afrika en Klein-Azië. Meerdere kerken werden er gebouwd.
In 635 kwam de stad onder Moslimbewind nadat de Arabieren het Byzantijnse leger hadden verslagen. De aardbeving van 749 verwoestte de meeste gebouwen in Pella. Alleen een klein dorp bleef bestaan.

## Opgravingen
Een klein deel van de ruïnes werd tot nu toe opgegraven.
De Universiteit van Sydney heeft sinds 1979 opgravingen geleid in Pella. Er werd vooral gefocust op de plaatsen uit de Brons- en de IJzertijd. Verder archeologisch werk is gepland voor de toekomst.
Er is dan ook vrij weinig te bezoeken op de archeologische site van Pella. Er zijn de terug opgebouwde kolommen van het atrium van een Byzantijnse kerk, een klein Romeins theater, de resten van een kleine moskee uit de tijd van de Mammelukken en de opgegraven massieve steenblokken van een Kanaänitische tempel uit de bronstijd.